# Charles Ingalls
Charles Philip Ingalls (New York, 10 gennaio 1836 – Contea di Kingsbury, 8 giugno 1902), statunitense, era il padre di Laura Ingalls Wilder ed è conosciuto per il suo ruolo nella serie di libri La piccola casa nella prateria.

## Biografia
Charles Ingalls era il secondo dei nove figli di Lansford Whiting Ingalls (1812–1896) e Laura Louise Colby Ingalls (1810–1883), entrambi poi citati negli stessi libri.
Nel 1840, quando Charles era un bambino, assieme alla sua famiglia si trasferì nella Contea di Kane (Illinois).
Charles era un ragazzo con la passione per la musica e la lettura, e presto divenne un ottimo cacciatore, falegname ed agricoltore. Il 1º febbraio 1860 Charles si sposa con la sua vicina di casa Caroline Quiner. La coppia avrà cinque figli: Mary, Laura, Carrie, Charles Frederick "Freddie" e Grace. Freddie morì ancora neonato.
Per tutta la sua vita Charles e la sua famiglia vissero come avventurieri. Nei libri scritti dalla figlia viene descritto come una persona che amava molto viaggiare e che odiava la folla e le città troppo popolate, per questo durante la sua vita ha cambiato spesso paese e casa. Dalla casa in cui viveva con la moglie nei boschi del Wisconsin si trasferì nel territorio indiano del sud-est del Kansas, poi tornò nel Wisconsin, per partire di nuovo per il sud del Minnesota e per un anno restò nella Contea di Winneshiek nello stato dell'Iowa per poi ritornare in Minnesota.
Non riuscendo più a vivere in Minnesota, e avendo un'opportunità di lavoro nel Territorio del Dakota promise alla moglie di trasferirsi li e restarci fino alla fine. Sua moglie non era solo stanca di viaggiare ma, essendo stata insegnante, era anche preoccupata per la sporadica istruzione impartita alle figlie, e voleva permettere loro di frequentare una scuola fissa. La famiglia si trasferì definitivamente a De Smet, dove cominciarono a vivere grazie al lavoro di agricoltore di Charles. Durante la sua permanenza in città ricoprì svariate cariche elettive come il Giudice di Pace e il vice sceriffo. Ha anche gestito per un breve periodo un negozio al dettaglio, e infine ha venduto assicurazioni. Morì l'8 giugno 1902 per una malattia al cuore, aveva 66 anni. Venne sepolto al cimitero di De Smet. Charles è stato membro attivo della Chiesa della Congregazione a De Smet. Era un massone e al suo funerale sono stati eseguiti riti massonici.

## Nella cultura di massa
Charles fu interpretato dall'attore Michael Landon nella popolare serie televisiva La casa nella prateria, tratta dai libri della figlia Laura.